# August Klein
August Henning Klein (født 11. oktober 1839 i København, død 25. september 1909 sammesteds) var en dansk arkitekt. Søn af murermester, kaptajn Ditlev Vilhelm Klein (1793-1868) og Marie Kirstine Skousboe (1806-1891). Bror til arkitekten Vilhelm Klein (1835-1913). Han arbejdede primært med landbrugsbyggeri og har tegnet en del herregårde.
Han fik polyteknisk adgangseksamen, var uddannet ingeniør og tømrer (1858) og studerede arkitektur på Kunstakademiets Arkitektskole fra oktober 1858, men han nåede aldrig at færdiggøre uddannelsen, da han sideløbende arbejdede som tegner for nogle af tidens førende arkitekter M.G. Bindesbøll og Ferdinand Meldahl. Sidstnævnte bistod han bl.a. 1862-65 som konduktør med Frederiksborg Slots genopførelse efter branden i 1859. Midt i dette arbejde deltog han som menig i krigen 1864. 
Klein tilhørte historicismen, som bl.a. på landets godser var højeste mode på hans karrieres højdepunkt i de sidste årtier af 1800-tallet, og han har tegnet talrige nye og ombyggede hovedbygninger og andre bygninger på herregårde rundt om i landet. 
Han var på rejse i London 1862, Stockholm 1866, Paris og Tyskland 1874 samt Tyskland og Schweiz 1892. Han udstillede på Charlottenborgs Forårsudstilling 1870.
Klein giftede sig 11. oktober 1871 i København med Pauline Clementine Lorentzen (19. juni 1850 i København – 13. april 1930 i Fredensborg), datter af skræddermester Lars Larsen og Trine Sophie Pedersdatter, adopteret 1856 af vinhandler Otto Didrik Lorentzen og Karen Jensine Schou. Han er begravet på Assistens Kirkegård.

## Bygninger tegnet af August Klein
- Gravkapel for slægten de Mylius i Rønningesøgårds park (1859, tilskrivning, også tilskrevet Vilhelm Tvede)
- Hovedbygning, Fårevejle, Langeland (1867-68, brændt 1870, genopført af Klein i samme stil)
- Ombygning af hovedbygningen på Rønninge Søgård ved Nyborg (1869)
- Hovedbygningen på Oxholm på Øland i Limfjorden (1870)
- Hovedbygning, Frederiksberg, Langeland (1871-72)
- Hovedbygning, Vrangsgaarde, senere Stensbygård ved Vordingborg (1872) efter generalplan nr. 3 som omtalt i August Kleins bog "Tegninger til landbrugsbygninger" (Kjöbenhavn, 1876)
- Hovedbygningen på Adamshøj ved Ringsted (1872)
- Hov Kirke, Langeland (1872-73, tårnet opført senere)
- Den nye hovedbygning på Klintholm på Møn (1875-76) (nedrevet 2000 som følge af svampeangreb)
- Hovedbygning, Ny Kirstineberg, Årslev (1876)
- Hovedbygning og sidefløj, Højriis, Mors (1876)
- Ny fløj på hovedbygningen på Skovsbo, Rynkeby Sogn ved Nyborg (1881)
- Ombygning af hovedbygningen på Tølløsegård (1883-85, brændt 1942)
- Ombygning af Tranekær Kirke (1886)
- Sidefløje til hovedbygning, Grevensvænge (1888-89)
- Udvidelse og ombygning af hovedbygningen på Meilgård ved Grenå (1888-91)
- Forhøjelse af Nytorv 5, København (1889-90)
- Ombygning af Sukkerfabrikken i Tranekær til godsinspektør- og godsforvalterbolig (1891)
- Skjoldgården, Ordrup Jagtvej 213, Ordrup (1894)
- Hovedbygning, Vosnæsgård (1897, østre sidefløj senere forhus)
- Stuehus, Broløkke, Viby Sogn (1898)
- Menighedshus, Hyldegårds Tværvej 5, Gentofte (1900)

### Skriftlige arbejder
- Tegninger til Landbrugsbygninger, 1876
- Danske Landbrugsbygninger, 1893
- Artikler i Ugeskrift for Landmænd og i Tidsskrift for Landøkonomi.